# 9428 Angelalouise
9428 Angelalouise (1996 DW2) là một tiểu hành tinh vành đai chính được phát hiện ngày 26 tháng 2 năm 1996 bởi Laurie, S. P. ở Church Stretton.